# 五塘広場駅
五塘広場駅（ごとうひろばえき）は中華人民共和国江蘇省南京市鼓楼区中央北路と幕府東路の交叉点にある、南京地下鉄の駅である。3号線と7号線が乗り入れ、両路線の接続駅となっている。

## 年表
- 2015年4月1日南京地下鉄3号線の駅として開業。
- 2022年12月28日南京地下鉄7号線の駅として開業[1]。南京地下鉄3号線と相互乗り入れ開始。

## 駅構造

### のりば
| 番線 | 路線            | 行先                            | 行先          |
| ---- | --------------- | ------------------------------- | ------------- |
|      | 南京地下鉄3号線 | 上元門・星火路 方面             | 林場 行き     |
|      | 南京地下鉄3号線 | 浮橋・常府街・夫子廟 方面       | 秣陵 行き     |
|      | 南京地下鉄7号線 | 丁家荘南・尭化新村・尭化門 方面 | 仙新路駅 行き |
|      | 南京地下鉄7号線 | 福建路・清涼山・大士茶亭 方面   | 西善橋駅 行き |

## 隣の駅
南京地下鉄
■3号線
上元門駅 - 五塘広場駅 - 小市駅
■7号線
幕府山駅 - 五塘広場駅 - 幕府西路駅